# Brigitte Guibalová
Brigitte Guibalová (* 15. února 1971 Mende) je bývalá francouzská vodní slalomářka, kajakářka závodící v kategorii K1.
V roce 1997 vyhrála mistrovství světa v individuálním závodě K1, v závodě hlídek získala stříbro. Roku 2000 vybojovala na evropském šampionátu stříbrnou medaili v individuálním závodě. V téže disciplíně získala stříbro i na Letních olympijských hrách 2000 v Sydney.